# Bezirksamt Ettlingen

Lage der Bezirksämter in Baden im Jahr 1890

Das Oberamt Ettlingen (1803–1809) bzw. Amt Ettlingen (1809–1864) bzw. Bezirksamt Ettlingen war ein Amt in Baden. Es wurde 1937 im Rahmen einer Reform der Verwaltungsgliederung aufgelöst.

## Geschichte
Aufgrund des Organisationsreskripts vom 9. März 1803 wurde das bisherige Amt Ettlingen zum Oberamt. Zu den bisherigen Orten des alten Amtes (Beiertheim, Bruchhausen, Bulach, Busenbach, Daxlanden, Ettlingen, Ettlingenweier, Etzenrot, Forchheim, Grünwinkel, Hardhof, Malsch, Mörsch, Neuburgweier, Oberweier, Reichenbach, Rimmelsbach, Schluttenbach, Schloss Scheibenhardt, Schöllbronn, Stupferich, Unterweier und den frauenalbischen Orten Bilfingen und Ersingen) kamen folgende Orte hinzu: Burbach, Kloster Frauenalb, Marxzell, Metzlinschwander Hof, Pfaffenrot, Schielberg, Schwerhof, Spessart, Steinhäuselhof und Völkersbach. Der Amtsbezirk zählte nun 11.937 Einwohner, davon waren 11.746 katholisch. Da die in der Nähe liegenden Ämter Bretten (6168 Einwohner), Stadtamt Bruchsal (7590 Einwohner) und Landamt Bruchsal (9363 Einwohner) bedeutend weniger Einwohner hatten, wurden 1809 die Orte Beiertheim, Bulach, Daxlanden und Grünwinkel an das neu eingerichtete Landamt Karlsruhe sowie Stupferich an das Amt Durlach abgegeben.
Am 7. Juni 1921 wurden die Orte Langensteinbach, Spielberg und Auerbach vom Bezirksamt Durlach an das Bezirksamt Ettlingen angegliedert. Gleichzeitig wurde Forchheim dem Bezirksamt Karlsruhe abgegeben.
Die hierarchische Gliederung und Ämtereinteilung der badischen Verwaltung wurde in den Jahren 1806, 1809, 1832 und 1864 geändert. Folgende Übersicht zeigt die jeweilige Zugehörigkeit des Bezirksamtes Ettlingen.
- Ab 1803: Markgrafschaft Baden – Landvogtei Eberstein – Oberamt Ettlingen
- Ab 1806: Provinz des Mittelrheins oder der badischen Markgrafschaft (Karlsruhe) – Landesherrliches Oberamt Ettlingen
- Ab 1809: Murgkreis (Rastatt) – Landesherrliches Amt Ettlingen
- Ab 1832: Mittelrheinkreis – Landesherrliches Amt Ettlingen
- Ab 1864: Landeskommissärbezirk Karlsruhe – Kreis Karlsruhe – Bezirksamt Ettlingen

Die Auflösung des Bezirksamtes Ettlingen erfolgte zum 30. Juni 1936, die Amtsgeschäfte gingen wegen interner Schwierigkeiten erst am 1. April 1937 auf das Bezirksamt Karlsruhe über.

## Amtsbezeichnungen
- 1803 bis 1809 Oberamt
- 1809 bis 1864 Amt
- 1865 bis 1937 Bezirksamt

## Amtmänner
- 1795 bis 1815 Josef Odenwald (Obervogt)
- 1815 bis 1822 Franz Ackermann (Oberamtmann)
- 1822 bis 1836 Franz Anton Keller (Oberamtmann)
- 1836 bis 1844 Jacob Wundt (Oberamtmann)
- 1844 bis 1849 Anton Beck (Oberamtmann)
- 1849 bis 1855 Maximilian Waag (Oberamtmann)
- 1855 bis 1865 Maximilian Ruth (Oberamtmann)
- 1866 bis 1886 Franz Lumpp (Oberamtmann)
- 1886 bis 1890 Johann Gruber (Oberamtmann)
- 1890 bis 1892 Karl August Kopp (Oberamtmann)
- 1892 bis 1902 Wilhelm Lamey (Oberamtmann)
- 1902 bis 1909 Karl Asal (Oberamtmann)
- 1909 bis 1919 August Wendt (Oberamtmann)
- 1919 bis 1924 Martin Hartmann (Regierungsrat)
- 1924 bis 1930 Franz Popp (Landrat)
- 1931 bis 1937 Waldemar Gädecke (Landrat)